# Cripta di Egmont

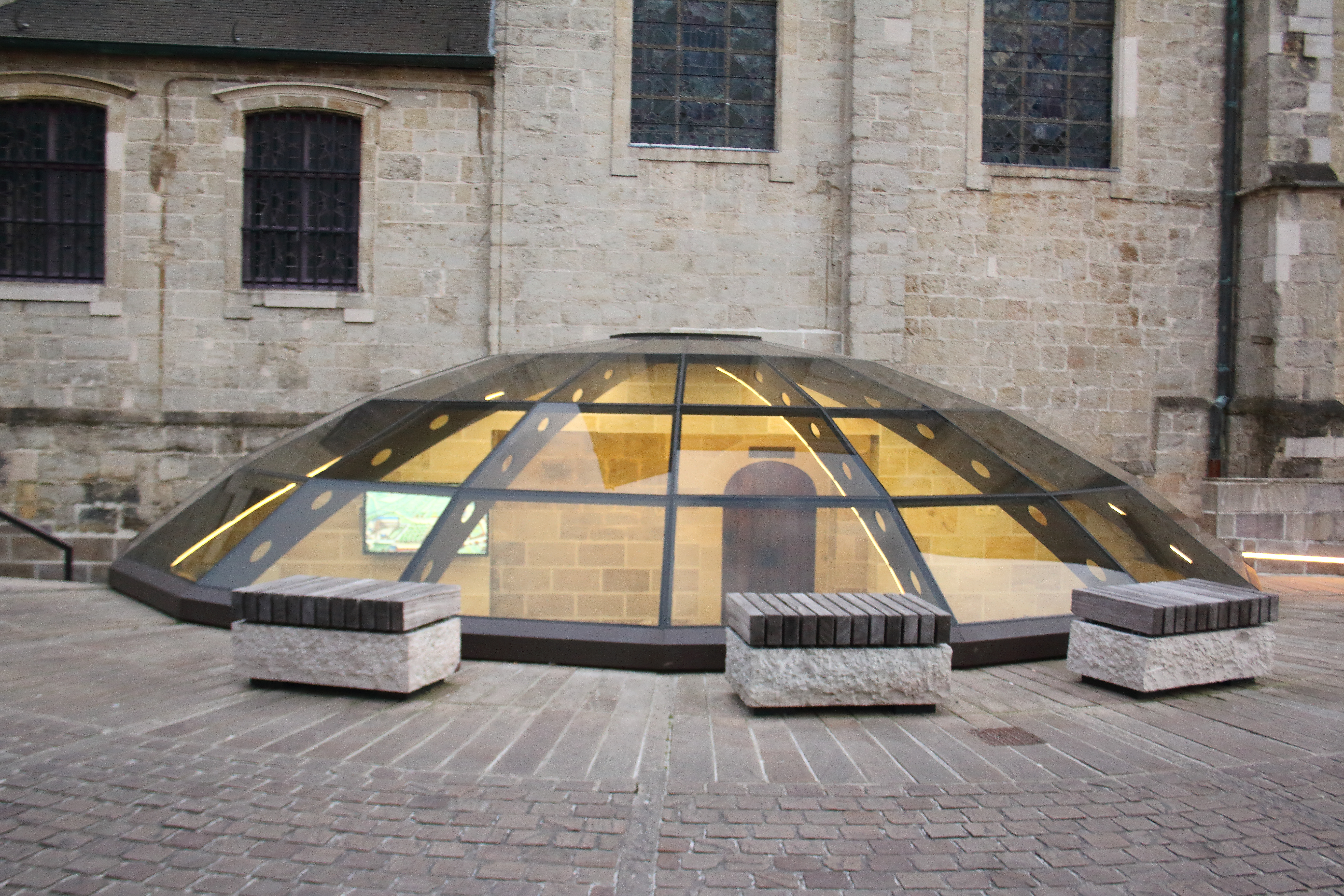
Cripta di Egmont

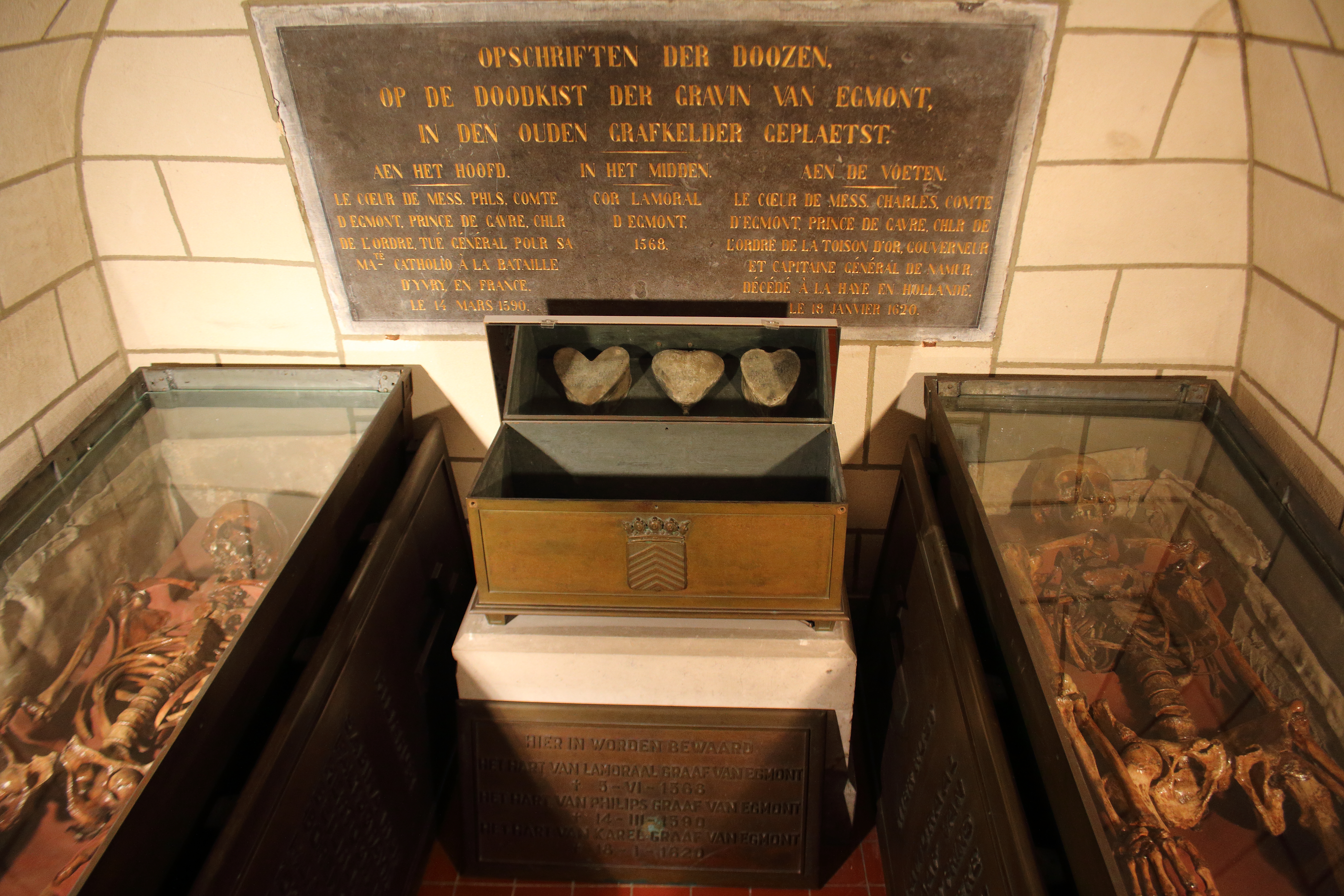
Cripta di Egmont

La cripta di Egmont (lingua olandese: Egmontcrypte) è una cripta sulla piazza del mercato a Zottegem, in Belgio. La cripta contiene i resti di Lamoral di Egmont e di sua moglie Sabina, duchessa di Baviera.
Intorno al 1563 Lamoral fece costruire una cripta funeraria sotto la chiesa di Zottegem per suo nonno e sua madre. I resti dello stesso Lamoral furono aggiunti a quella cripta nel 1568 dopo essere stato decapitato nella Grand-Place/Grote Markt di Bruxelles. Vi furono sepolti anche la moglie Sabina, duchessa di Baviera († 1578) e i figli Filippo († 1590) e Carlo († 1620).
La cripta fu utilizzata fino al XVII secolo, dopodiché cadde nell'oblio. Nel 1804 le tombe furono riscoperte per caso. Furono trasferiti nel 1857 in una cripta di nuova costruzione, che fu restaurata nel 1952. Le bare di piombo erano avvolte in sarcofagi di bronzo. Nel 1954 i resti subirono un trattamento conservativo. Nel 2016 è stata aggiunta alla cripta una cupola di vetro. Nel 2017, nuove ricerche genetiche hanno portato alla luce che i resti di Egmont non erano stati danneggiati dagli spagnoli subito dopo la sua decapitazione, ma molti secoli dopo.